# Tahnîk
Le tahnîk est une tradition héritée du Prophète de l’Islam,. Elle consiste à triturer une datte ou quelque chose de doux par la bouche de quelqu’un de sain et de masser, avec la pâte obtenue, les gencives du nouveau-né. On dépose sur le bout du doigt un peu de cette bouillie de date et on l’étale délicatement dans toute la bouche du bébé.